# Брод (монета)

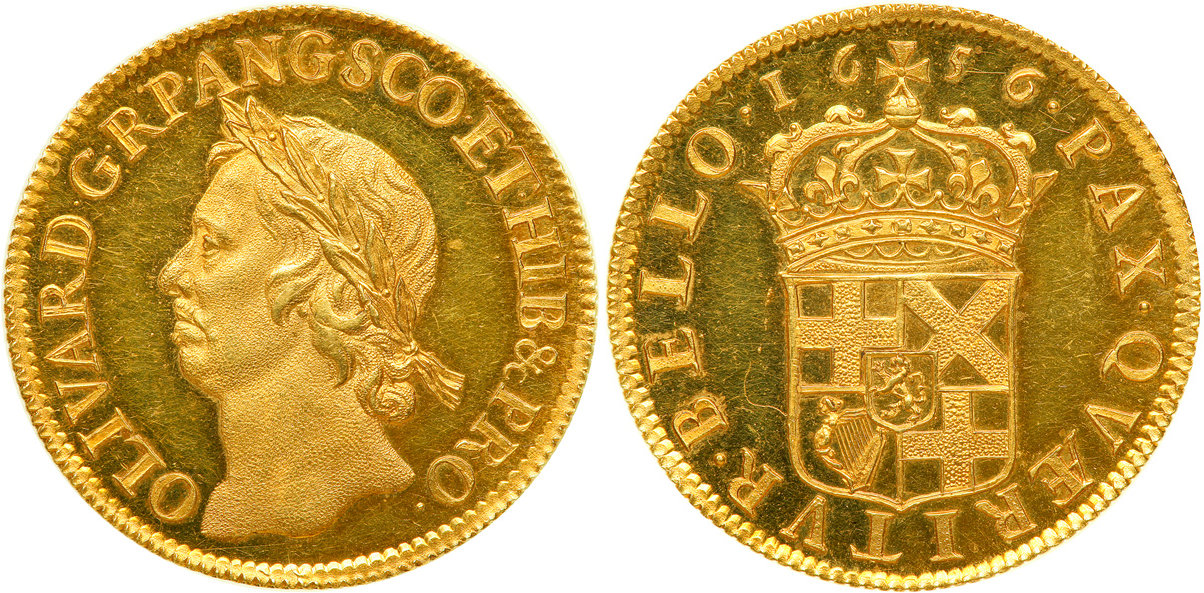
Брод, 1656 рік

Брод чи Бродпис (англ. broad, broadpiece – широка монета) —  англійська золота монета, карбувалася за часів Англійської співдружності Кромвелем в 1656 році. Брод також карбувався у 1660 – 1662 роках королем Карлом ІІ.
Монета діаметром 29-30 міліметрів, вагою 9-9,1 грамів (8,34 грамів золота). Брод дорівнював 20 срібним шилінгам.

## Історія
Розробником монети виступив відомий британський медальєр Томас Саймон. 
На аверсі монети розміщено зображення лорда-протектора Англійського співдружності Олівера Кромвеля. На аверсі монети портрет Кромвеля, та напис (легенда) латиною «OLIVAR D G R P ANG SCO HIB & c PRO» («Олівер, Божою милістю, республіки Англії, Шотландії, Ірландії та інших протектор»). 
На реверсі монети зображений гербовий щит співдружності увінчаний короною. Вгорі позначений рік карбування монети. По колу напис латиною «PAX QVAERITVR BELLO» («Мир досягається війною»).